# Магдалена Сибила фон Саксония-Вайсенфелс (1648 – 1681)
Магдалена Сибила фон Саксония-Вайсенфелс (на немски: Magdalena Sibylla von Sachsen-Weißenfels; * 2 септември 1648, Хале (на Заале); † 7 януари 1681, Гота) от рода на Албертинските Ветини, е принцеса от Саксония-Вайсенфелс и чрез женитба първата херцогиня на Саксония-Гота-Алтенбург (26 март 1675 – 7 януари 1681). Тя е прародител на кралица Виктория и нейния съпруг принц Алберт.

## Живот
Тя е най-възрастната дъщеря на херцог Август фон Саксония-Вайсенфелс (1614 – 1680) и първата му съпруга Анна Мария (1627 – 1669) от Мекленбург-Шверин, дъщеря на херцог Адолф Фридрих I и първата му съпруга Анна Мария от Източна Фризия. Наречена е на баба си по бащина линия – саксонската курфюрстиня Магдалена Сибила от Прусия (1587 – 1659).
Магдалена Сибила се омъжва на 14 ноември 1669 г. в Хале на Заале за херцог Фридрих I (1646 – 1691) от рода на Ернестински Ветини от херцогството Саксония-Гота и от 1675 г. херцог на Саксония-Гота-Алтенбург. Те имат шест дъщери и два сина.
Магдалена Сибила умира на 32 години и е погребана в построената от нейния съпруг през 1679/1680 г. гробница в дворцовата църква Фриденщайн.

## Деца
- Анна София (1670 – 1728), омъжена 1691 г. за княз Лудвиг Фридрих I от Шварцбург-Рудолщат
- Магдалена Сибила (1671 – 1673)
- Доротея Мария (1674 – 1713), омъжена 1704 г. за херцог Ернст Лудвиг I от Саксония-Майнинген
- Фридерика (1675 – 1709), омъжена от 1702 г. за княз Йохан Август от Анхалт-Цербст
- Фридрих II (1676 – 1732), херцог на Саксония-Гота-Алтенбург
- Йохан Вилхелм (1677 – 1707)
- Елизабет (1679 – 1680)
- Йохана (1680 – 1704), омъжена 1702 г. за херцог Адолф Фридрих II от Мекленбург-Щрелиц